# Raper One
Alonso Espino Lobatón (Lima, 27 de abril de 1979-Lima, 15 de enero de 2021), conocido artísticamente como Raper One, fue un rapero y productor discográfico peruano. Es considerado uno de los pilares del hip hop peruano. Fue fundador del grupo Radikal People.
En el ámbito de las batallas de rap, Raper One fue el primer campeón de la primera Red Bull Batalla de los Gallos Nacional Perú 2006.

## Carrera musical

### Inicios (1990-2001)
Espino creció oyendo música desde pequeño en las épocas del colegio, pero cuando oyó por primera vez el reggae y el rap, se introdujo a ellos con gran dedicación. Empezó más a fondo a la cultura hip hop, iniciando su carrera musical en el año de 1995 de manera amateur. En ese tiempo, formó parte de una banda de música llamada Entre Raíces.
En 1997, comienza a rapear en un grupo de reggae llamado Shiva Shanti, una de las emblemáticas bandas del reggae peruano de los 90's. Luego, alternaría en la agrupación Orden Radikal, pero no dejaría su anterior grupo porque a futuro también participa en sus shows. En 2001, Raper One conocería a Abraham MC, quien se uniría a la banda junto con los otros integrantes de aquel entonces.

### Radikal People (2002-2021)
Alonso y su acercamiento a Jesús se hacía cada vez más fuerte, por eso decide hacer su propio camino musical desde el año 2002, llamando a su grupo Radikal People junto a su amigo Abraham MC, quien dejaría el anterior grupo Orden Radikal. En 2003, lanzaron su primer álbum, Dejando Huellas. La mayoría de temas de esta producción son herencias de Orden Radikal, temas de Raper One en un inicio, los temas de Abraham después y los demás músicos. El primer tema de Radikal People fue Dejando Huellas (mismo nombre del demo que saldría en el 2003). Ya en el año 2004, Alonso funda su propio sello musical llamado Elijah Records Enterprise, donde trabajó todas las producciones discográficas de Radikal People, y para proyectos de Rapper School, Umano, Callao Cartel, Chorrillos Family, El Monte Rey, entre otros artistas.
El grupo contó con cambios de integrantes en diversas etapas, dando a conocer a Abraham MC, DJ Pawn, Geo MC y FireOne en todos los años de Radikal People, sin embargo, Raper One siempre era la voz principal e imagen durante todos los años del grupo, incluso, como solista, tomando el seudónimo "El Hombre Orquesta". En su trayectoria, Radikal People compartió escenario en conciertos junto a Dread Mar I, Ky-Mani Marley, Tego Calderón, Vico C, Tres Coronas, Tiro de Gracia, Akapellah, Gabylonia, Killah Priest, Alex Zurdo, Manny Montes, De La Fe, Funky, entre otros.
Raper One fue protagonista de uno de los temas más escuchados del rap peruano recientemente. Junto con Jota y Blaximental, lanzaron «One Sesh 2», canción que superó muy rápidamente la barrera del millón de reproducciones en YouTube, siendo un éxito en otras plataformas. El youtuber y rapero HBD compartió en su video reacción a este tema que Raper One era una persona que aportó mucho a la cultura hip hop del Perú, incluso, que él había grabado en su estudio la canción «5 minutos más».
Iniciando el año 2021, Raper One se encontraba delicado de salud, siendo anunciado por sus redes sociales y replicado por los medios de comunicación en Perú. El artista fallecería el 15 de enero, a causa del Covid-19. Muchos artistas hicieron eco de la noticia, lamentando la partida del reconocido rapero peruano.
Tras el fallecimiento, se realizó un concierto benéfico llamado "Homenaje: Radikal People en la casa" donde participaron diversos artistas latinoamericanos como Matamba, Dozer, Rapper School, entre otros. El evento se realizaría el 13 de febrero a través de la plataforma Joinnus, y lo recaudado sería donado a la familia del artista. Posteriormente, se publicaría una canción donde diversos raperos relacionados con Espino participaron titulado «Homenaje a Raper One». En Premios Arpa de este año, se le rindió homenaje junto a otros artistas que habían fallecido este año.

## Red Bull: Batalla de los Gallos
Raper One es reconocido como uno de los primeros en esta competición. En el año 2006, él se dirigía a visitar a un amigo, quien se encontraba en la casa donde se hacia las audiciones de Red Bull en el distrito de San Borja, Lima, el amigo lo convenció de participar en el evento, sin pensarlo, Raper One audiciona y queda clasificado junto a 7 participantes de los 50 que adicionaron.
Una vez dentro del evento, Raper One ganaría su primer enfrentamiento contra Pedro Mo, quien más adelante seria uno de los raperos respetados del movimiento, después ganaría en las semifinales a NN y por último, ganaría a Django en la gran final, algo que le dio la victoria fue que Django le otorga la batalla a Raper One y cuando le toco el turno a Raper One, él lo levanto del suelo y lo animo. Así fue como se convierte en el primer ganador de la Red Bull Batalla de los Gallos Nacional Perú, siendo quien representaría a Perú en el evento internacional de dicho año.
Estando en la Red Bull Final Internacional 2006, Raper One ganaría su primer enfrentamiento a T-Killa, representante de México, pero perdería en 4tos contra Sammy Cultura, el representante de Estados Unidos, aun así seria reconocido a nivel internacional por su desempeño en el torneo mundial.
A inicios del año 2012, Raper One es llamado por la empresa Red Bull para hacer un vídeo promocional en anuncio del regreso de la Red Bull Batallas de los Gallos Nacional Perú, siendo también parte del jurado de dicha edición junto a Mcklopedia, Kaos y Gardini. En 2016, es llamado nuevamente para estar en la Red Bull Batallas de los Gallos Nacional Perú 2016, formando parte del jurado de dicha edición.

## Discografía
| - 2003: Dejando Huellas - 2005: Despierta - 2005: Pelea - 2006: Verdadera Escuela - 2006: Fe Radikal (junto a De La Fe) - 2007: Heavy Weight - 2009: Profesionales - 2011: C.S.I. (Cristo Solución Inmediata) - 2012: Concrete Jungle | - 2010: The Lion - 2012: Armada Hispana Vol. 1 - 2012: The Truth - 2014: Rudeboyz Vol. 1 - 2014: Rudeboyz Vol. 2 - 2016: Así Soy Yo - 2016: Jah Bless - 2018: Old Times Remix - 2019: Amazing Grace |

## Premios y reconocimientos
- Batalla de los Gallos Red Bull (2006)
- Premio AE Blessing Awards (2016 y 2017)[56]
- Premios Urías (2016)
- Redlive (2016)
- Premios AMCL (2017)[57]
- Premios El Galardón Internacional (2019)[58]
- Premios El Galardón Internacional (2022) - Colaboración Urbana del Año (Ganador)[59]